# ОШ „Вук Kараџић” Бајмок
ОШ „Вук Kараџић” у Бајмоку, насељеном месту на територији града Суботице, државна је образовна установа, основана 1963. године. Школа носи име по Вуку Караџићу, српском филологу и реформатору српског језика.
Први подаци о школству у Бајмоку датирају из 80-тих година 18. века. Данашња основна школа настала је 1963. године спајањем Основних школа „Никола Тесла” и „Светозар Марковић”. Зграде садашње школске зграде потичу из 1909. године. Године 2009. завршена је градња нове школске зграде које се налази између две старе зграде и чини једну целину, с намером нам да се сачува стара и сагради нова школа, у циљу задовољења потреба васпитања и образовања наше деце.
Настава се реализује на српском и мађарском наставном језику.